# Tremaine Stewart
Pour les articles homonymes, voir Stewart.
Tremaine Stewart, né le 5 janvier 1988 à Kingston et mort le 18 avril 2021, est un footballeur jamaïcain. Il évoluait au poste d'attaquant au Waterhouse FC.

## Biographie
Stewart meurt subitement et de manière inattendue le matin du 18 avril 2021, après s'être effondré alors qu'il jouait à Spanish Town. Bien qu'il ait été conduit à l'hôpital le plus proche, il n'a pas pu être réanimé.

## Palmarès
- August Town FC
  - Champion de D2 jamaïcaine en 2007.

- Portmore United
  - Champion de Jamaïque en 2012.